# Ala ed-Din Tabrizi
Ala ed-Din Tabrizi (anhörenⓘ persisch علاء الدین تبریزی Alaeddin Tabrizi, IPA:  ælɑ ɛddin ɛ tæbɾizi) war ein Kalligraf im 16. und 17. Jahrhundert. Er war Kalligrafielehrer prominenter Kalligrafen, wie Abd al-Baqi Tabrizi und Alireza Abbassi. Seine Werke waren einige Inschriften an den verschiedenen Bauten in Täbris, aber diese wurden im Laufe der Zeit vernichtet.